# Promozione Marche 1983-1984
Nella stagione 1983-1984 la Promozione era sesto livello del calcio italiano (il massimo livello regionale). Qui vi sono le statistiche relative al campionato nelle Marche.
Il campionato è strutturato in vari gironi all'italiana su base regionale, gestiti dai Comitati Regionali di competenza. Promozioni alla categoria superiore e retrocessioni in quella inferiore non erano sempre omogenee; erano quantificate all'inizio del campionato dal Comitato Regionale secondo le direttive stabilite dalla Lega Nazionale Dilettanti, ma flessibili, in relazione al numero delle società retrocesse dal Campionato Interregionale e perciò, a seconda delle varie situazioni regionali, la fine del campionato poteva avere degli spareggi sia di promozione che di retrocessione.

## Girone A

### Classifica finale
|  | Pos. | Squadra                                                 | Pt | G  | V  | N  | P  | GF | GS | DR  |
|  | ---- | ------------------------------------------------------- | -- | -- | -- | -- | -- | -- | -- | --- |
|  | 1.   | S.S. Vis Pesaro, Pesaro                                 | 54 | 30 | 24 | 6  | 0  | 71 | 17 | +54 |
|  | 2.   | A.S.C. Urbino, Urbino                                   | 36 | 30 | 15 | 6  | 9  | 32 | 18 | +14 |
|  | 2.   | S.S. Biagio Nazzaro, Chiaravalle                        | 36 | 30 | 14 | 8  | 8  | 35 | 25 | +10 |
|  | 4.   | S.S. Real Montecchio, Montecchio di S.Angelo in Lizzola | 35 | 30 | 13 | 9  | 8  | 36 | 27 | +9  |
|  | 5.   | S.S. Durantina, Urbania                                 | 34 | 30 | 12 | 10 | 8  | 38 | 25 | +13 |
|  | 5.   | U.S. Isa Infissi Calcinelli, Calcinelli di Saltara      | 34 | 30 | 14 | 6  | 10 | 37 | 33 | +4  |
|  | 7.   | U.S. Pergolese, Pergola                                 | 32 | 30 | 12 | 8  | 10 | 50 | 34 | +16 |
|  | 7.   | Pol. Forsempronese, Fossombrone                         | 32 | 30 | 14 | 4  | 12 | 36 | 36 | 0   |
|  | 9.   | S.S. Cerreto, Cerreto d'Esi                             | 30 | 30 | 10 | 10 | 10 | 39 | 36 | +3  |
|  | 10.  | Pol. Cagliese, Cagli                                    | 29 | 30 | 10 | 9  | 11 | 30 | 34 | -4  |
|  | 11.  | U.S. Castelfrettese, Castelferretti                     | 28 | 30 | 11 | 6  | 13 | 32 | 33 | -1  |
|  | 12.  | U.S. Fermignanese, Fermignano                           | 27 | 30 | 8  | 11 | 11 | 23 | 35 | -12 |
|  | 13.  | U.S. Fortitudo Fabriano, Fabriano                       | 23 | 30 | 6  | 11 | 13 | 19 | 38 | -19 |
|  | 14.  | Pol. Mondolfese Sez.Calcio, Mondolfo                    | 22 | 30 | 7  | 8  | 15 | 32 | 51 | -19 |
|  | 15.  | A.C. Gallo Petriano, Gallo di Petriano                  | 16 | 30 | 3  | 10 | 17 | 21 | 57 | -36 |
|  | 16.  | Pol. Iterby Santa Veneranda, Pesaro                     | 12 | 30 | 2  | 8  | 20 | 19 | 51 | -32 |

## Girone B

### Classifica finale
|  | Pos. | Squadra                              | Pt | G  | V  | N  | P  | GF | GS | DR  |
|  | ---- | ------------------------------------ | -- | -- | -- | -- | -- | -- | -- | --- |
|  | 1.   | S.S. Monturanese, Monte Urano        | 48 | 30 | 18 | 12 | 0  | 42 | 13 | +29 |
|  | 2.   | A.C. Sangiustese, Monte San Giusto   | 45 | 30 | 16 | 13 | 1  | 46 | 23 | +23 |
|  | 3.   | A.P. Agugliano, Agugliano            | 38 | 30 | 13 | 12 | 5  | 41 | 25 | +16 |
|  | 4.   | Pol. E.Niccolai, Corridonia          | 37 | 30 | 14 | 9  | 7  | 43 | 28 | +15 |
|  | 5.   | A.S. Polverigi, Polverigi            | 32 | 30 | 11 | 10 | 9  | 29 | 27 | +2  |
|  | 5.   | S.S. San Marcello, Ascoli Piceno     | 32 | 30 | 9  | 14 | 7  | 32 | 31 | +1  |
|  | 7.   | S.S.Potenza Picena, Potenza Picena   | 30 | 30 | 11 | 8  | 11 | 30 | 30 | 0   |
|  | 8.   | U.S. Recanatese, Recanati            | 28 | 30 | 10 | 8  | 12 | 34 | 31 | +3  |
|  | 8.   | Pol. Grottese, Grottazzolina         | 28 | 30 | 9  | 10 | 11 | 33 | 32 | +1  |
|  | 8.   | U.S. Loreto Calcio, Loreto           | 28 | 30 | 8  | 12 | 10 | 39 | 40 | -1  |
|  | 11.  | S.S. Robur, Grottammare              | 25 | 30 | 8  | 9  | 13 | 30 | 28 | +2  |
|  | 11.  | S.S. Settempeda, San Severino Marche | 25 | 30 | 6  | 13 | 11 | 31 | 44 | -13 |
|  | 13.  | S.S. Sirolo, Sirolo                  | 24 | 30 | 7  | 10 | 13 | 29 | 39 | -10 |
|  | 14.  | U.S. Filottranese, Filottrano        | 23 | 30 | 8  | 7  | 15 | 18 | 30 | -12 |
|  | 15.  | U.S. Cascinare, Sant'Elpidio a Mare  | 20 | 30 | 6  | 8  | 16 | 20 | 43 | -23 |
|  | 16.  | A.S. Casette D'Ete, Casette d'Ete    | 17 | 30 | 3  | 11 | 16 | 14 | 47 | -33 |

- Spareggio per la promozione, ad Ancona: Monturanese - Vis Pesaro 6-5 d.c.d.r. Monturanese promossa in Interregionale, Vis Pesaro, successivamente ripescato.
- Spareggio salvezza, a Chiaravalle: Cascinare - Gallo 2-1. Il Gallo retrocede in Prima Categoria